# Luis Ovalle
Luis Carlos Ovalle Victoria (* 7. September 1988 in Panama-Stadt) ist ein panamaischer Fußballspieler.

## Karriere

### Verein
Er startete seine Karriere im Jahr 2005 bei Sporting San Miguelito, wo er inklusive einer kurzen Leihe zum mexikanischen Rayados Monterrey, einem Farmteam des CF Monterrey in der Saison 2007/08 spielte. Die nächsten beiden Jahre war er beim Chorrillo FC aktiv. Danach kehrte er für zwei Spielzeiten zu Sporting zurück.
Das zweite Halbjahr 2012 lief er leihweise für den kolumbianischen Klub Patriotas Boyacá auf. Danach spielte er in Venezuela beim Zamora FC, wo er zu einem wichtigen Spieler wurde und bis Ende Juli 2017 vier Meisterschaften gewann. Zurück in Kolumbien war er bis Mitte Januar 2018 bei Deportes Tolima und bis Ende Juli 2018 spielt beim CD Olimpia aus Honduras aktiv.
Danach bis Anfang 2019 spielte er erneut bei Sporting in Panama und anschließend bis Juli 2019 bei Atlético Venezuela und wechselte danach landesintern zu Deportivo Táchira. Zurück in Panama spielte er ein halbes Jahr bei Plaza Amador und seit der Saison 2020/21 ist er beim Tauro FC aktiv.

### Nationalmannschaft
Seinen ersten Einsatz für die A-Mannschaft von Panama, bekam er am 19. Dezember 2010 bei einer 1:2-Freundschaftsspielniederlage gegen Honduras. In der Startelf aus der 20. Minute gelb verwarnt, wurde er zur zweiten Halbzeit für Éric Davis ausgewechselt. Anfang 2012 war er in zwei Freundschaftsspiel-Niederlagen aktiv. Im Februar 2015 folgte eine 0:2-Freundschaftsspielniederlage gegen die USA, wo er gelb verwarnt zur zweiten Halbzeit ausgewechselt wurde.
Ab September 2016, bei der Qualifikation für die Weltmeisterschaft 2018 kam er vermehrt zum Einsatz. Darauffolgend kam er bei der Copa Centroamericana 2017, beim Gold Cup 2017 und der Weltmeisterschaft 2018 zum Einsatz, bei welcher er im letzten Gruppenspiel gegen Tunesien 90. Minuten spielte. Danach folgte noch ein Einsatz bei einem Freundschaftsspiel gegen Südkorea. Zuletzt stand er ohne Einsatz bei der CONCACAF Nations League 2019–21 im Kader.